# Иволжанское
Иволжанское (укр. Іволжанське) — посёлок,
Кияницкий сельский совет,
Сумский район,
Сумская область,
Украина.
Код КОАТУУ — 5924785903. Население по переписи 2001 года составляло 231 человек.
Уничтожено обстрелами российских войск 16-17 июня 2025 года. 

## Географическое положение
Посёлок Иволжанское находится в 25 км от города Сумы в направлении города Курска, Россия. Расположен на берегу реки Олешни.
Выше по течению на расстоянии 2 км расположен посёлок Кияница,
ниже по течению на расстоянии 2 км расположено село Писаревка.
На реке большая запруда, размерами более напоминающая озеро. Глубина водоёма не превышает 4 м, есть многочисленные родники.
Посёлок окружён лесным массивом (преобладает дуб, а также клён, сосна).
Рядом проходит автомобильная дорога национального значения Киев — Сумы — Юнаковка Н-07.

## Экономика
- ООО "Завод «Эко—Продукт»[3]

Предприятие основано в 1997 г. на месте бывшего спиртзавода. Производит столовую минеральную воду «Иволжанская», негазированную питьевую очищенную воду «Иволжанская-1», газированные сладкие напитки, а также пиво «Товарищ» (выдержано в дубовых бочках), «Иволжанское» и «ЭКО».
Разрушен российскими войсками 16 июня 2025 года.
- Платная рыбалка на пруду.

## Фауна
- Птицы водоема:

Лебедь-шипун (лат. Cygnus olor)
Серая цапля (лат. Ardea cinerea)
Кряква (лат. Anas platyrhynchos)
Лысуха (лат. Fulica atra)
Обыкновенный зимородок (лат. Alcedo atthis)
Малая выпь (лат. Ixobrychus minutus)
- Птицы лесные:

Обыкновенная иволга (лат. Oriolus oriolus)
Зарянка, малиновка (лат. Erithacus rubecula)
Удод (лат. Upupa epops)
Обыкновенный скворец (лат. Sturnus vulgaris)
Певчий дрозд (лат. Turdus philomelos)
Зяблик (лат. Fringílla coélebs)
Восточный соловей (лат. Luscinia luscinia)
а также обычные лесные птицы для лесов этой полосы — Чиж (лат. Carduelis spinus), Белая трясогузка (лат. Motacilla alba), Средний пёстрый дятел (лат. Dendrocopos medius), Пёстрый дятел (лат. Dendrocopos major)
- Животные водоема:

Обыкновенный бобр (лат. Castor fiber)
Ондатра (лат. Ondatra zibethicus)
- Животные леса:

Европейская косуля (лат. Capreólus capreólus)
Кабан (лат. Sus scrofa)

## Достопримечательности
- Часовня Святого Великомученика Георгия (Московский патриархат УПЦ Сумской Епархии)
- Братская могила 11-ти советских воинов (1943 год).